# Morsjyn
Morsjyn (ukrainsk: Моршин, polsk: Morszyn-Zdrój) er en lille by beliggende ved Østkarpaterne i Ukraines Stryi rajon, Lviv oblast (region). Den er hjemsted  for administrationen af Morshyn urban hromada, en af hromadaerne i Ukraine. 
I 2021 havde byen  5.690 indbyggere.

## Galleri
- Morshyn's sanatorium "Perlyna Prykarpattia" (Ciskarpatiske perle)
- Bypark
- Sanatorium "Marmurovyi Palats" (Marorpaladset)
- Kirken for Den hellige Jomfru Marias forbøn